# Цимбідіум алоелистий
Алоели́стий цимбі́діум (лат. Cymbidium aloifolium) — представник роду цимбідіумів (Cymbidium), родини орхідні (Orchidaceae).

## Синоніми
- Aerides borassi (Buch.-Ham. ex Sm., 1813)
- Cymbidium crassifolium (Wall., 1828)
- Cymbidium erectum (Wight, 1852)
- Cymbidium intermedium (H.G.Jones, 1974)
- Cymbidium pendulum ((Roxb.) Sw., 1799)
- Cymbidium simulans (Rolfe, 1917)
- Epidendrum aloides (Curtis, 1797)
- Epidendrum aloifolium (L., 1753)
- Epidendrum pendulum (Roxb., 1795)[1]

## Біологічний опис
Пагін симподіального типу.

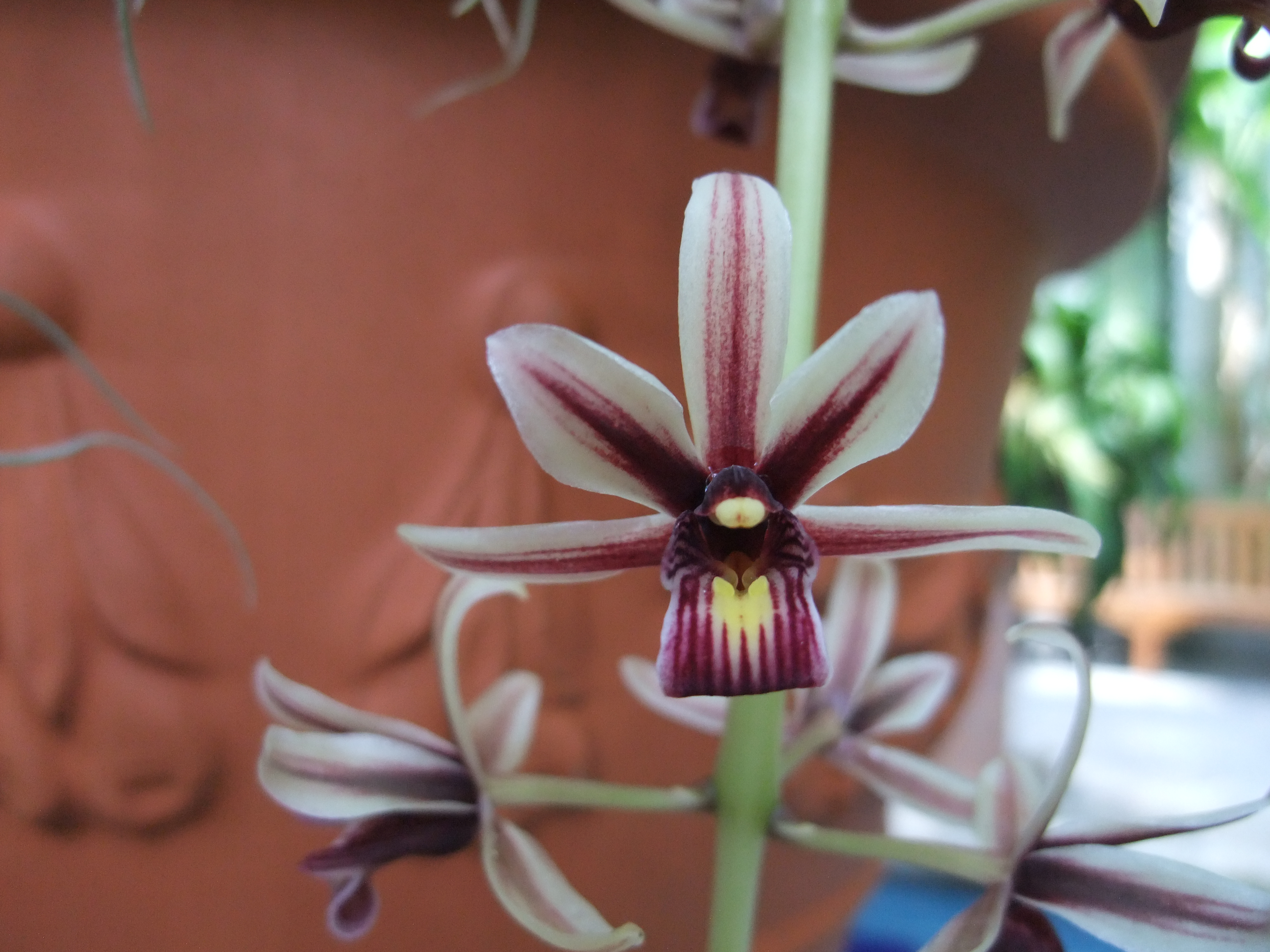
Квітка цимбідіума алоелистого

Псевдобульби слабо розвинені, яйцеподібні 1,5—2,5 × 1—1,5 см, повністю приховані піхвами 3—4 (до 6) листя.
Коріння м'ясисте, довге.
Суцвіття базальне, вертикальне, 15-67 см завдовжки, 3-9 (рідше 13) квіткова китиця.
Квітки не в'януть 2-3 тижні, сильно і приємно ароматні, 3-5 см в діаметрі. Пелюстки і чашолистки солом'яно-жовті з зеленим з 5-7 різною мірою вираженими поздовжніми жилками червоного або червоно-коричневого кольору. На пелюстках часто є червоно-коричневі плямочки і центральна жилка виражена більш явно. Губа блідо-жовта, зелена, іноді біла з червоно-коричневими жилками і плямами.
Як крупнорозмірні, то опанувались як епіфіти або літофіти на відкритих моховитих скелях з дуже маленькими псевдобульбами, оточеними листовими основами. Це різновиди можуть легко бути змішані з C. dayanum але відрізняється в наявності обігнутого губного краю і форми пісочного годинника в центрі губи. Цей різновид знаходиться в сезонних лісах.

## Ареал виду і поширення
Знайдено в Південному Центральному Китаї, Асамі, Бангладеші, східних Гімалаях, Індії, Непалі, Шрі-Ланці, Андаманських островах, М'янмі, Таїланді, Лаосі, Камбоджі, В'єтнамі, Малайзії, Яві і Суматрі, у вічнозеленый рослинності, в напівлистопадних і листопадних лісах і саванних лісистих місцевостях в підняттях над рівнем моря до 1100 метрів.

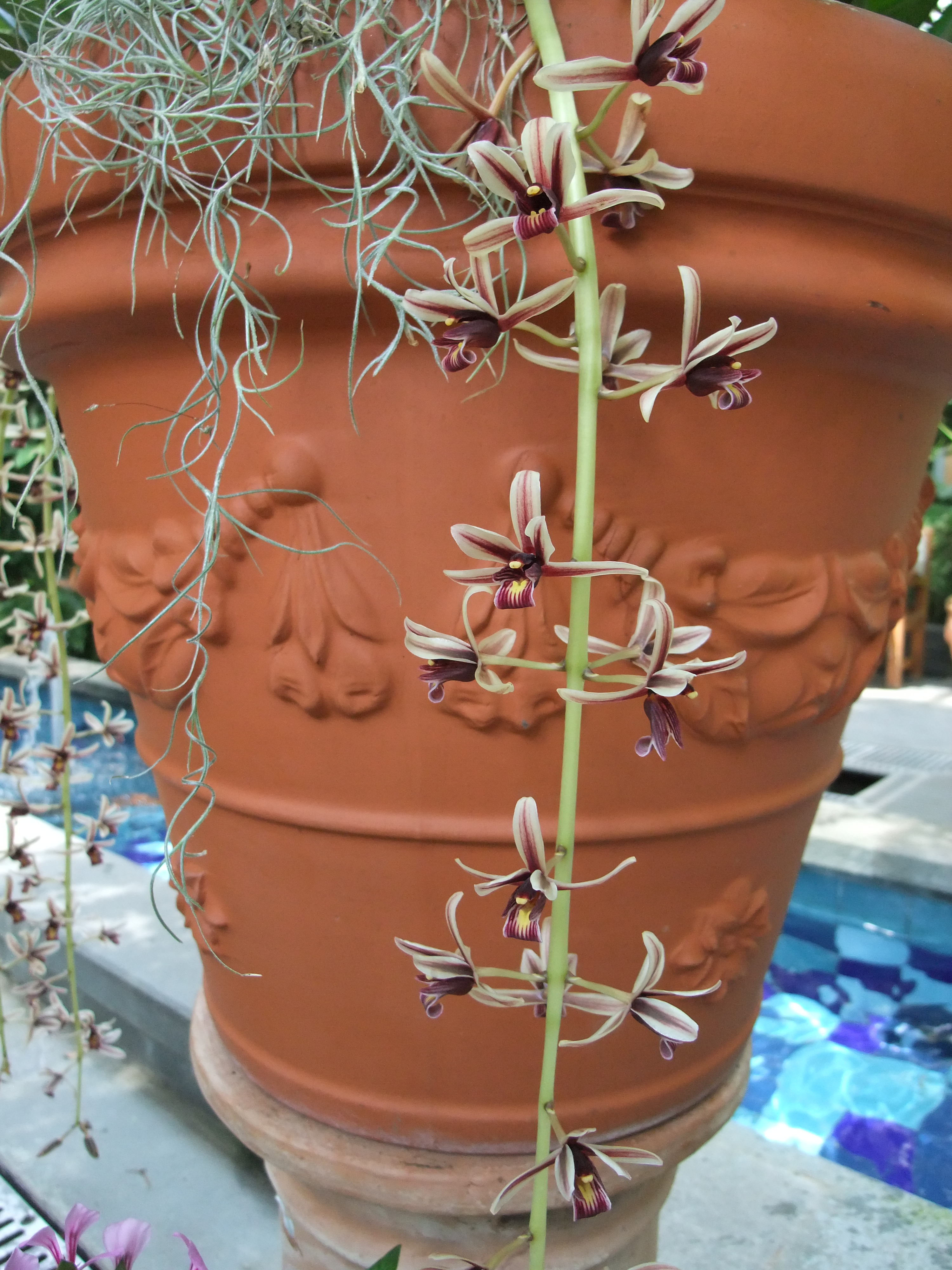
Звисаючі гілочки цимбідіума алоелистого